# Doucen
Doucen è un comune dell'Algeria, situato nella provincia di Ouled Djellal.